# UCI World Tour 2016
UCI World Tour 2016 var 2016 års serie av cykeltävlingar som anordnades av Internationella cykelunionen (UCI). Serien var den sjätte i ordningen sedan starten 2011.

## Deltagande stall
| UCI-kod | Stallnamn           | Nation         | Gruppset       | Cyklar                                                                  | Tempolopsscyklar     | Hjul       |
| ------- | ------------------- | -------------- | -------------- | ----------------------------------------------------------------------- | -------------------- | ---------- |
| ALM     | AG2R La Mondiale    | Frankrike      | SRAM           | Focus Izalco Max, Focus Cayo                                            | Focus Izalco Chrono  | Zipp       |
| AST     | Astana              | Kazakstan      | Campagnolo     | Specialized Venge, S-Works Tarmac, Specialized Roubaix                  | Specialized Shiv     | Corima     |
| BMC     | BMC Racing Team     | USA            | Shimano        | BMC Teammachine SLR01, BMC Timemachine TMR01, BMC Granfondo GF01        | BMC TimeMachine TM01 | Shimano    |
| CPT     | Cannondale          | USA            | Shimano        | Cannondale SuperSix EVO, Cannondale Synapse                             | Cannondale Slice     | Mavic      |
| DDD     | Team Dimension Data | Sydafrika      | Shimano/Rotor  | Cervelo S5, Cervelo R5, Cervelo C5                                      | Cervelo P5           | Enve       |
| EQS     | Etixx–Quick-Step    | Belgien        | Shimano, FSA   | Specialized Venge, S-Works Tarmac, Specialized Roubaix                  | Specialized Shiv     | Shimano    |
| FDJ     | FDJ                 | Frankrike      | Shimano        | Lapierre Xelius SL, Lapierre AircodeSL, Lapierre Pulsium                | Lapierre Aerostorm   | Shimano    |
| IAM     | IAM Cycling         | Schweiz        | Shimano        | Scott Foil, Scott Addict, Scott Solace                                  | Scott Plasma         | DT Swiss   |
| LAM     | Lampre–Merida       | Italien        | Shimano, Rotor | Merida Reacto Evo, Merida Scultura, Merida Ride                         | Merida Warp          | Fulcrum    |
| LTS     | Lotto–Soudal        | Belgien        | Campagnolo     | Ridley Helium SL, Ridley Noah SL, Ridley Fenix SL                       | Ridley Dean Fast     | Campagnolo |
| MOV     | Movistar Team       | Spanien        | Campagnolo     | Canyon Ultimate CF SLX, Canyon Aeroad CF SLX, Canyon Endurace CF SL     | Canyon Speedmax CF   | Campagnolo |
| OGE     | Orica–GreenEDGE     | Australien     | Shimano        | Scott Foil, Scott Addict, Scott Solace                                  | Scott Plasma         | Shimano    |
| TGA     | Team Giant-Alpecin  | Tyskland       | Shimano        | Giant TCR Advanced SL, Giant Propel Advanced SL, Giant Defy Advanced SL | Giant Trinity        | Shimano    |
| KAT     | Team Katusha        | Ryssland       | SRAM           | Canyon Ultimate CF SLX, Canyon Aeroad CF SLX, Canyon Endurace CF SL     | Canyon Speedmax CF   | Zipp       |
| TLJ     | LottoNL–Jumbo       | Nederländerna  | Shimano        | Bianchi OltreXR2, Bianchi Specialissima, Bianchi Infinito CV            | Bianchi Aquila CV    | Shimano    |
| SKY     | Team Sky            | Storbritannien | Shimano        | Pinarello Dogma F8, Pinarello Dogma K8-S, Pinarello Dogma K8            | Pinarello Bolide     | Shimano    |
| TNK     | Tinkoff             | Ryssland       | Shimano        | Specialized Venge, S-Works Tarmac, Specialized Roubaix                  | Specialized Shiv     | Roval      |
| TFS     | Trek–Segafredo      | USA            | Shimano        | Trek Emonda, Trek Madone, Trek Domane                                   | Trek SpeedConcept    | Bontrager  |

## Evenemang
| №  |                         | Tävling                         | Datum                   | Förstaplacering                               | Förstaplacering | Andraplacering                              | Andraplacering | Tredjeplacering                           | Tredjeplacering |
| -- | ----------------------- | ------------------------------- | ----------------------- | --------------------------------------------- | --------------- | ------------------------------------------- | -------------- | ----------------------------------------- | --------------- |
| 1  | Australien              | Tour Down Under (2016)          | 19–24 januari           | Simon Gerrans (AUS) · Orica–GreenEDGE         | 100             | Richie Porte (AUS) · BMC Racing Team        | 80             | Sergio Henao (COL) · Team Sky             | 70              |
| 2  | Frankrike               | Paris-Nice (2016)               | 6–13 mars               | Geraint Thomas (GBR) · Team Sky               | 100             | Alberto Contador (ESP) · Tinkoff            | 80             | Richie Porte (AUS) · BMC Racing Team      | 70              |
| 3  | Italien                 | Tirreno-Adriatico (2016)        | 9–15 mars               | Greg Van Avermaet (BEL) · BMC Racing Team     | 100             | Peter Sagan (SVK) · Tinkoff                 | 80             | Bob Jungels (LUX) · Etixx–Quick-Step      | 70              |
| 4  | Italien                 | Milano-Sanremo (2016)           | 19 mars                 | Arnaud Démare (FRA) · FDJ                     | 100             | Ben Swift (GBR) · Team Sky                  | 80             | Jürgen Roelandts (BEL) · Lotto–Soudal     | 70              |
| 5  | Spanien                 | Katalonien runt (2016)          | 21–27 mars              | Nairo Quintana (COL) · Movistar Team          | 100             | Alberto Contador (ESP) · Tinkoff            | 80             | Dan Martin (IRL) · Etixx–Quick-Step       | 70              |
| 6  | Belgien                 | E3 Harelbeke (2016)             | 25 mars                 | Michał Kwiatkowski (POL) · Team Sky           | 80              | Peter Sagan (SVK) · Tinkoff                 | 60             | Ian Stannard (GBR) · Team Sky             | 50              |
| 7  | Belgien                 | Gent-Wevelgem (2016)            | 27 mars                 | Peter Sagan (SVK) · Tinkoff                   | 80              | Sep Vanmarcke (BEL) · LottoNL–Jumbo         | 60             | Vyacheslav Kuznetsov (RUS) · Team Katusha | 50              |
| 8  | Belgien                 | Flandern runt (2016)            | 3 april                 | Peter Sagan (SVK) · Tinkoff                   | 100             | Fabian Cancellara (SUI) · Trek–Segafredo    | 80             | Sep Vanmarcke (BEL) · LottoNL–Jumbo       | 70              |
| 9  | Spanien                 | Baskien runt (2016)             | 4–9 april               | Alberto Contador (ESP) · Tinkoff              | 100             | Sergio Henao (COL) · Team Sky               | 80             | Nairo Quintana (COL) · Movistar Team      | 70              |
| 10 | Frankrike               | Paris–Roubaix (2016)            | 10 april                | Mathew Hayman (AUS) · Orica–GreenEDGE         | 100             | Tom Boonen (BEL) · Etixx–Quick-Step         | 80             | Ian Stannard (GBR) · Team Sky             | 70              |
| 11 | Nederländerna           | Amstel Gold Race (2016)         | 17 april                | Enrico Gasparotto (ITA) · Wanty–Groupe Gobert | 0               | Michael Valgren (DEN) · Tinkoff             | 60             | Sonny Colbrelli (ITA) · Bardiani–CSF      | 0               |
| 12 | Belgien                 | Vallonska pilen (2016)          | 20 april                | Alejandro Valverde (ESP) · Movistar Team      | 80              | Julian Alaphilippe (FRA) · Etixx–Quick-Step | 60             | Dan Martin (IRL) · Etixx–Quick-Step       | 50              |
| 13 | Belgien                 | Liège–Bastogne–Liège (2016)     | 24 april                | Wout Poels (NED) · Team Sky                   | 100             | Michael Albasini (SUI) · Orica–GreenEDGE    | 80             | Rui Costa (POR) · Lampre–Merida           | 70              |
| 14 | Schweiz                 | Romandiet runt (2016)           | 26 april–1 maj          | Nairo Quintana (COL) · Movistar Team          | 100             | Thibaut Pinot (FRA) · FDJ                   | 80             | Ion Izagirre (ESP) · Movistar Team        | 70              |
| 15 | Italien                 | Giro d’Italia (2016)            | 6–29 maj                | Vincenzo Nibali (ITA) · Astana                | 170             | Esteban Chaves (COL) · Orica–GreenEDGE      | 130            | Alejandro Valverde (ESP) · Movistar Team  | 100             |
| 16 | Frankrike               | Critérium du Dauphiné (2016)    | 5–12 juni               | Chris Froome (GBR) · Team Sky                 | 100             | Romain Bardet (FRA) · AG2R La Mondiale      | 80             | Dan Martin (IRL) · Etixx–Quick-Step       | 70              |
| 17 | Schweiz                 | Tour de Suisse (2016)           | 11–19 juni              | Miguel Ángel López (COL) · Astana             | 100             | Ion Izagirre (ESP) · Movistar Team          | 80             | Warren Barguil (FRA) · Team Giant-Alpecin | 70              |
| 18 | Frankrike               | Tour de France (2016)           | 2–24 juli               | Chris Froome (GBR) · Team Sky                 | 200             | Romain Bardet (FRA) · AG2R La Mondiale      | 150            | Nairo Quintana (COL) · Movistar Team      | 120             |
| 19 | Polen                   | Polen runt (2016)               | 12–18 juli              | Tim Wellens (BEL) · Lotto–Soudal              | 100             | Fabio Felline (ITA) · Trek–Segafredo        | 80             | Alberto Bettiol (ITA) · Cannondale–Drapac | 70              |
| 20 | Spanien                 | Clásica de San Sebastián (2016) | 30 juli                 | Bauke Mollema (NED) · Trek–Segafredo          | 80              | Tony Gallopin (FRA) · Lotto–Soudal          | 60             | Alejandro Valverde (ESP) · Movistar Team  | 50              |
| 21 | Spanien                 | Vuelta a España (2016)          | 20 augusti–11 september | Nairo Quintana (COL) · Movistar Team          | 170             | Chris Froome (GBR) · Team Sky               | 130            | Esteban Chaves (COL) · Orica–BikeExchange | 100             |
| 22 | Tyskland                | EuroEyes Cyclassics (2016)      | 21 augusti              | Caleb Ewan (AUS) · Orica–BikeExchange         | 80              | John Degenkolb (DEU) · Team Giant-Alpecin   | 60             | Giacomo Nizzolo (ITA) · Trek–Segafredo    | 50              |
| 23 | Frankrike               | GP Ouest-France (2016)          | 28 augusti              | Oliver Naesen (BEL) · IAM Cycling             | 80              | Alberto Bettiol (ITA) · Cannondale–Drapac   | 60             | Alexander Kristoff (NOR) · Team Katusha   | 50              |
| 24 | Kanada                  | GP de Québec (2016)             | 9 september             | Peter Sagan (SVK) · Tinkoff                   | 80              | Greg Van Avermaet (BEL) · BMC Racing Team   | 60             | Anthony Roux (FRA) · FDJ                  | 50              |
| 25 | Kanada                  | GP de Montréal (2016)           | 11 september            | Greg Van Avermaet (BEL) · BMC Racing Team     | 80              | Peter Sagan (SVK) · Tinkoff                 | 60             | Diego Ulissi (ITA) · Lampre–Merida        | 50              |
| 26 | Belgien · Nederländerna | Eneco Tour (2016)               | 19–25 september         | Niki Terpstra (NED) · Etixx–Quick-Step        | 100             | Oliver Naesen (BEL) · IAM Cycling           | 80             | Peter Sagan (SVK) · Tinkoff               | 70              |
| 27 | Italien                 | Lombardiet runt (2016)          | 1 oktober               | Esteban Chaves (COL) · Orica–BikeExchange     | 100             | Diego Rosa (ITA) · Astana                   | 80             | Rigoberto Urán (COL) · Cannondale–Drapac  | 70              |